# Göller (Türkei)

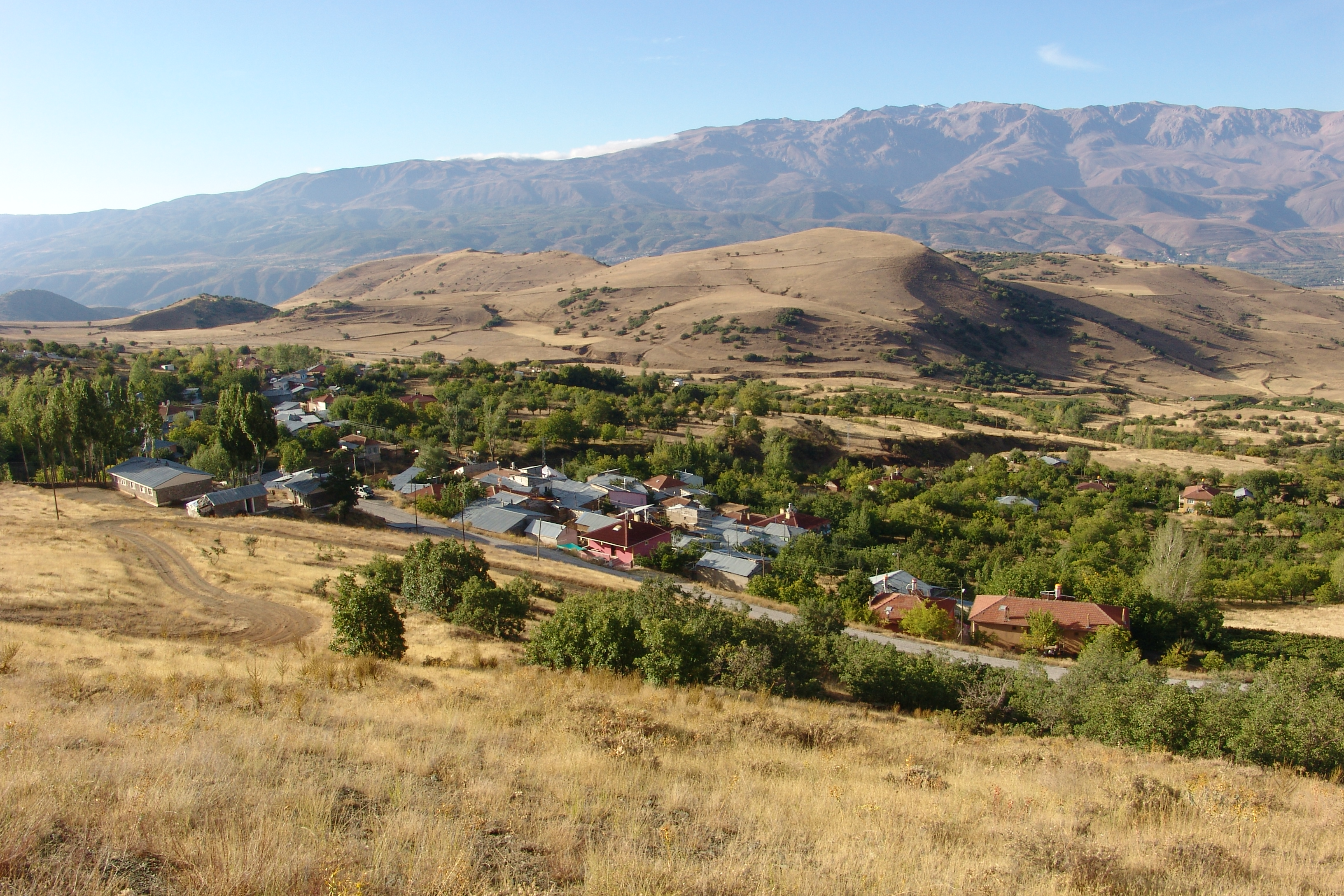
Blick auf Göller

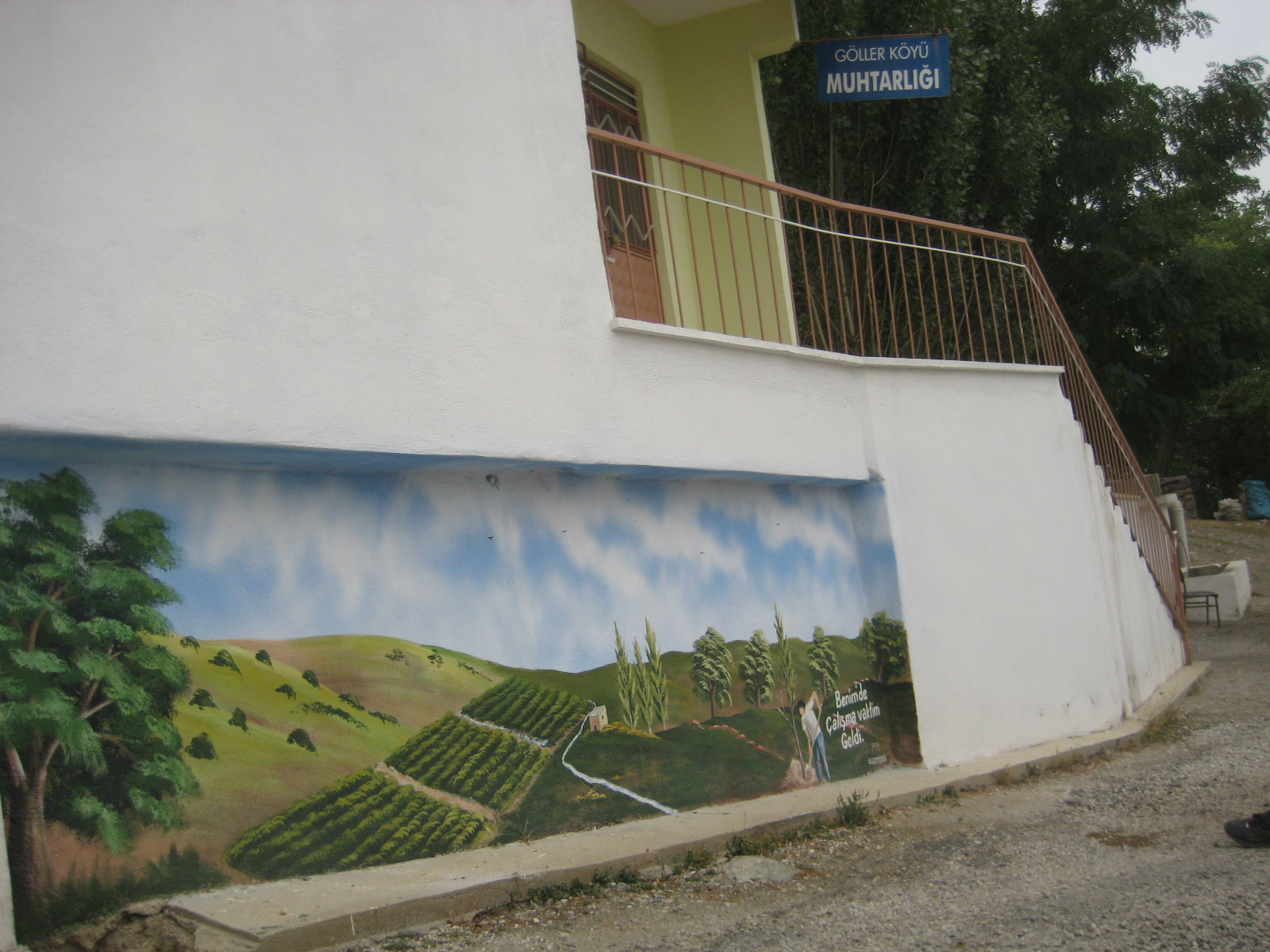
Büro des Dorfvorstehers in Göller

Göller (türkisch für Seen) ist ein türkisches Dorf zirka 30 km östlich von Erzincan am westlichen Euphrat.

## Klima
Göller hat ein kontinentales Klima: Die Sommer sind warm bis heiß und trocken, während die Winter rau und schneereich sind. Der meiste Niederschlag fällt im Frühjahr. Die Jahresniederschlagssumme beträgt ca. 480 mm und die Jahresdurchschnittstemperatur liegt bei 11 °C. Kältester Monat ist der Januar mit −3,3 °C, wärmste Monate sind der Juli und August mit ca. 22 °C.

## Lage
Göller liegt im Gebirgszug Esence Dağları, welches die Hochebene von Erzincan nördlich begrenzt. Nachbardörfer sind Piskidağ im Süden und Yeni Abigey im Westen. Das Dorf liegt im Verwaltungsgebiet des Landkreises Üzümlü.

## Bevölkerung
Aufgrund der allgemeinen Stadtflucht sank die Zahl der ständigen Einwohnern des Dorfes mit Beginn der 1970er Jahre. Im Winter verlassen viele das Dorf in Richtung der Großstädte, wohingegen sich in den Sommermonaten zusätzlich auch ehemalige Bewohner im Dorf aufhalten, die aus dem Ausland anreisen und sich auch wiederansiedeln.
In Göller leben ausschließlich Aleviten, welche das Dorf zu Beginn des 18. Jahrhunderts gründeten. Wie in vielen ländlichen Gebieten der Türkei fehlt auch in Göller die tradierte Schriftkultur, so dass der große Friedhof am Rande des Dorfes Zeugnis für die Benennung einer Siedlung ist. Die Einwohner nehmen an, dass ihre Vorfahren aus dem Iran stammen. Grund für diese Annahme ist das gesprochene Zazaisch, welches dem westiranischen Sprachzweig zugeordnet wird.

## Infrastruktur
Abseits des Dorfes befindet sich die Quelle Kalisbe. Diese versorgte das Dorf mit Wasser, bevor die Häuser und Höfe sporadisch mit einem Wassernetzwerk verbunden wurden, welches mittels eines Reservoirs gespeist wird. Die Häuser sind je nach Entstehungszeit entweder aus Lehm oder Beton gebaut, wobei die letztere Bauweise (überwiegend im Landhausstil) abseits des alten Dorfkerns entsteht.
Den Lebensunterhalt bestreiten die Bewohner mit Landwirtschaft (vor allem Steinobst, Maulbeeren und Weintrauben) und Tierzucht (Schafe, Rinder, Ziegen). Das Dorf Göller ist regional für seine Weintrauben bekannt, welche über den Großmarkt in Erzincan auch landesweit exportiert werden.
Gesprochene Sprachen sind neben Türkisch und Zazaisch, im Sommer zunehmend auch Deutsch. Dies ist dem Umstand geschuldet, dass jüngere Generationen ausschließlich in Deutschland wohnen und der Ort den Charakter eines Feriendorfs einnimmt. Zu beobachten ist, dass vermehrt Pensionäre und Rentner sich aus v. a. Deutschland wiederansiedeln, um den Lebensabend an ihrem Geburtsort verbringen.
Ein Teehaus und gleichzeitiger Kiosk am Wasserreservoir markiert das Zentrum um die mit Dämmen versehene Schlucht, welche das Dorf teilt. Aufgrund der zu geringen Zahl an Kindern im Dorf wird die Grundschule nicht mehr betrieben. Die Kinder gehen stattdessen in die im Tal gelegene Schule im Dorf Karakaya, die auch von den Kindern der Nachbardörfer besucht wird.